# 馬廷強
馬廷強（1956年2月17日—），香港商人，是東方報業集團、東方日報創辦人馬惜如之子、馬惜珍之侄，祖籍廣東省潮陽市。

## 生平
馬廷強早年曾經在東方報業工作，對外事務。1998年離職並創業，開設寶貴實業有限公司和港匯控股有限公司等六家香港公司，涉足投資、醫療和慈善事業。馬廷強個性低調，曾任中國大陸深圳市政協委員。

## 個人生活
- 妻子：黎姿：出生于1971年10月1日。A型血。馬廷強於2008年9月2日與藝人黎姿結婚，育有三女。